# يوسف رشاد
يوسف رشاد الطبيب الخاص للملك فاروق الأول ملك مصر الأسبق، أدى دورًا مساعدًا في قيام حركة يوليو بشكل مقصود أو غير مقصود حيث ساعد السادات في العودة للجيش.

## الحرس الحديدي
كان من المؤسسين ل"الحرس الحديدي " والتي أنشأت بعد حادثة القصاصين الشهيرة التي اعتبرت من محاولات اغتيال الملك فاروق علي يد الانجليز.